# Abdesselam Benkhelil
Abdesselam Benkhelil, né le 4 mai 1899 à Constantine et mort le 24 mars 1964 à Batna, est un homme politique français et algérien.

## Biographie
Abdesselam Benkhelil ouvre son cabinet médical à Batna en 1927. Résistant depuis sa jeunesse il passe sa vie à combattre pour l’indépendance de l’Algérie. Il connait la prison et les camps de concentration. Il est connu pour avoir été aussi le « médecin des pauvres ». Il est sénateur de 1946 à 1947 pour défendre les droits des algériens.[réf. nécessaire]

## Mandats
- Député de Constantine (1946)[1].